# St. Vitus (Leutersdorf)

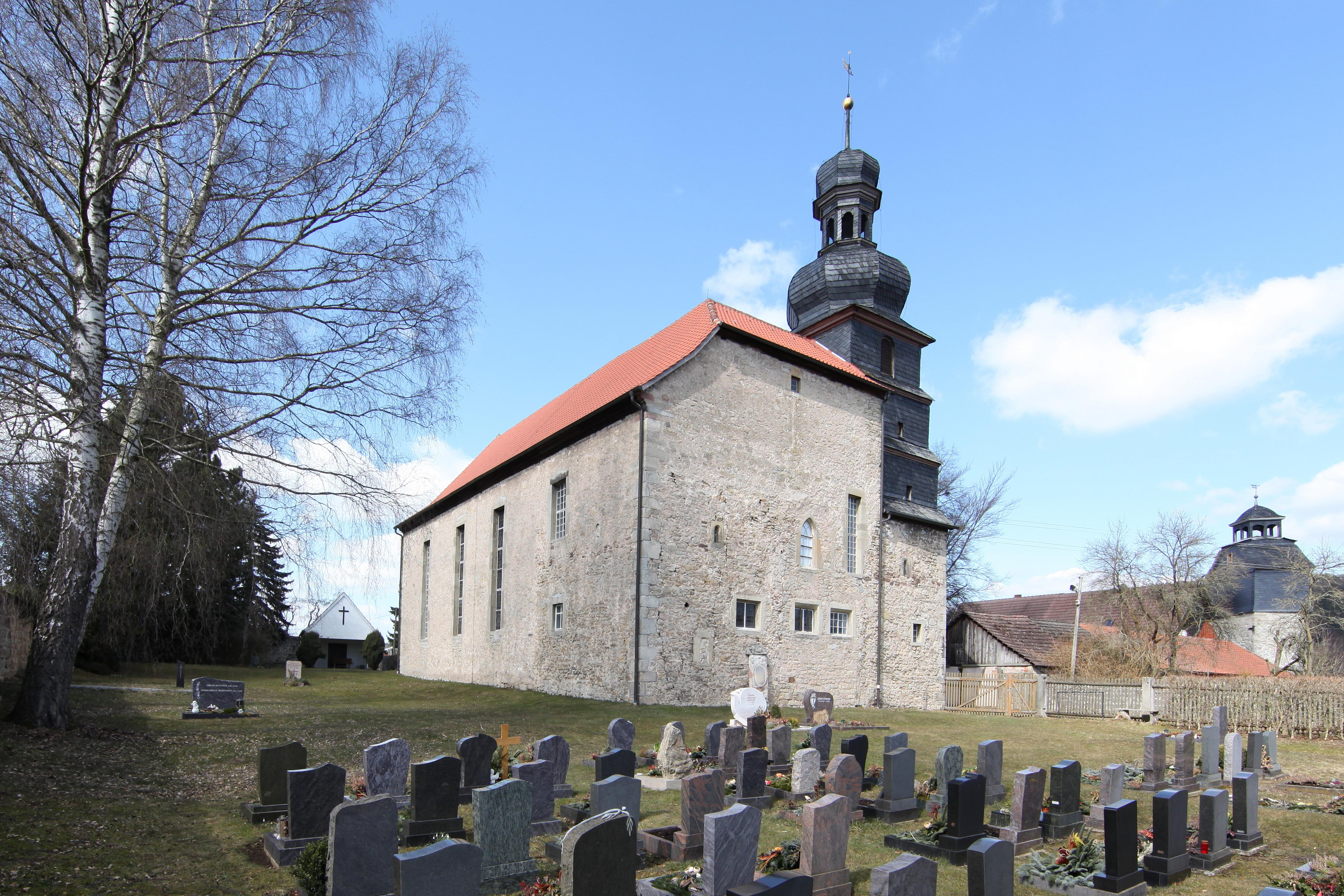
Die Kirche

Die evangelisch-lutherische Dorfkirche  St. Vitus steht im Mittelpunkt einer ortsbildprägenden wehrhaften Anlage auf dem höchsten Punkt des Dorfes innerhalb der weitestgehend erhaltenen Wehrmauer in der Gemeinde Leutersdorf im Landkreis Schmalkalden-Meiningen in Thüringen. Die Kirchengemeinde Leutersdorf gehört zur Pfarrei Vachdorf im Kirchenkreis Meiningen der Evangelischen Kirche in Mitteldeutschland.

## Geschichte
Der Ort war bis zur Einverleibung durch das Kloster Veßra Sitz einer einflussreichen Urpfarrei im Tal der Werra. Die massive romanische Kirche wurde 1757 bis auf die Untergeschosse des Kirchturms abgerissen und umgehend wieder nach ihrem jetzigen Aussehen Jahr für Jahr aufgebaut.

## Beschreibung
Am Ostende der Nordwand des Kirchenschiffs der 1758 erbauten Saalkirche steht der Kirchturm. Seine unteren Geschosse aus Bruchsteinen, vor allem die Ostwand und Teile des Kirchenschiffes, sind Reste des Vorgängerbaus. Der Überlieferung nach war dieser Bau eine 1129 erbaute Kirche des Templerordens. Der Turm war der ehemals nördliche Arm des Querschiffs des romanischen Baus. Der südliche Arm und die Apsis wurden abgebrochen. Ihre Gründung war vor Jahrzehnten noch im Boden zu sehen. Bauzeitgleich mit dem Langhaus sind die drei stufenförmigen Obergeschosse des Turms aus schiefergedeckten Fachwerk gebaut worden, einschließlich seiner achtseitigen Haube, auf der eine  Laterne mit Turmkugel sitzt. Das Langhaus ist mit einem Krüppelwalmdach bedeckt. Der Innenraum hat dreiseitig umlaufende doppelstöckige Emporen und ist von einer Kassettendecke mit einem Gemälde über Mariä Verkündigung überspannt. Die Kirchenausstattung ist bauzeitlich. Ein Altarretabel mit einer Kreuzigungsgruppe zwischen Säulen ist mit 1763 in der Zeit des Rokoko datiert. Auf dem Altarblatt ist das Abendmahl Jesu dargestellt. 
Die Orgel mit 13 Registern, verteilt auf ein Manual und ein Pedal, wurde um 1720 von Nicolaus Seeber gebaut und 1999 von Rösel & Hercher Orgelbau saniert.
Die Orgel und die Kanzel sind ein Anschauungsobjekt kirchlicher Kunst für den Besucher. 1999 wurde das Gotteshaus grundlegend saniert.